# Bellova Ves
Bellova Ves és un poble i municipi d'Eslovàquia que es troba a la regió de Trnava, a l'oest del país.

## Història
La vila fou fundada el 1951.

## Demografia
| Godina             | 1994 | 2004    | 2014    | 2024    |
| ------------------ | ---- | ------- | ------- | ------- |
| Nombre de persones | 165  | 184     | 255     | 365     |
| Diferència         |      | +11,51% | +38,58% | +43,13% |

| Godina             | 2023 | 2024   |
| ------------------ | ---- | ------ |
| Nombre de persones | 358  | 365    |
| Diferència         |      | +1,95% |